# HK MG43
 (octobre 2021).
Si vous disposez d'ouvrages ou d'articles de référence ou si vous connaissez des sites web de qualité traitant du thème abordé ici, merci de compléter l'article en donnant les références utiles à sa vérifiabilité et en les liant à la section « Notes et références ».

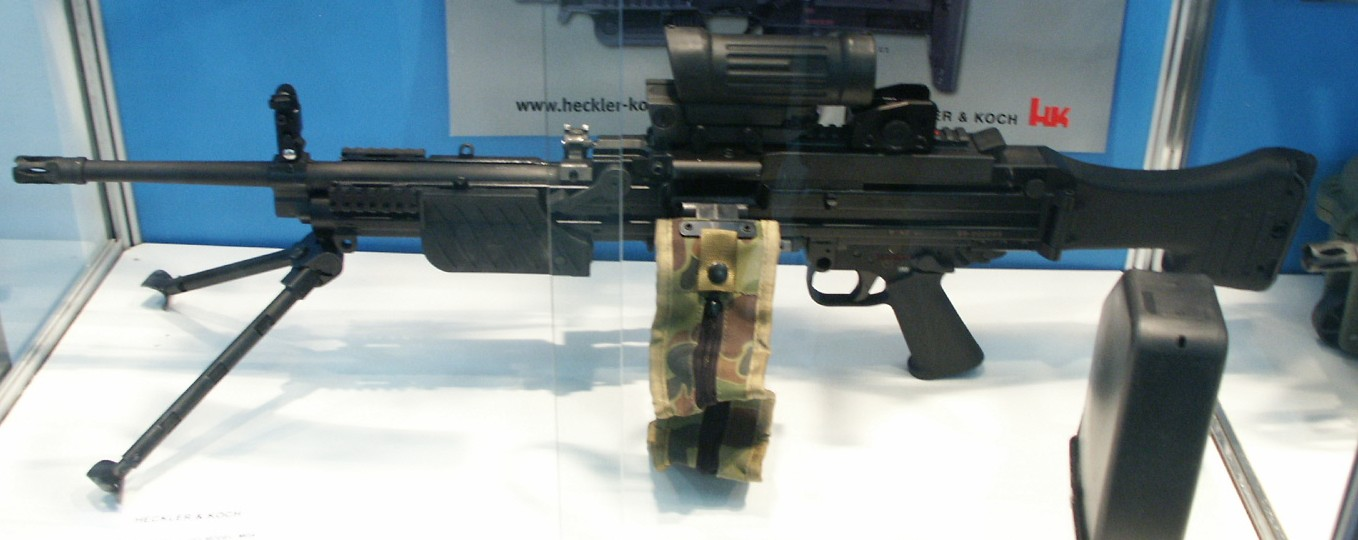
La MG43 lors d'un salon de l'armement

Le HK MG43 est un fusil-mitrailleur construit par l'entreprise allemande d'armement Heckler & Koch.
Le MG43 (Maschinengewehr 43 = fusil-Mitrailleur modèle 43) est depuis 2005 réglementaire dans la Bundeswehr sous le nom de MG4. Il remplacera à long terme la Rheinmetall MG3 chambré en calibre 7,62 x 51 mm OTAN. 
Le MG4 est chambré en 5,56 × 45 mm OTAN et très ressemblant aux FN Minimi et M240B de la firme belge FN Herstal. Il succède aux fusils-mitrailleurs HK 21E et HK 23. L'appel d'offres émis par la Bundeswehr demandait un  fusil-mitrailleur plus léger et dans un plus petit calibre.
Il adopte le système à gaz conventionnel au détriment du système de verrouillage de l'action par galet. Il intègre des parties en polymère/fibre de verre telles que la crosse ou le garde-main où sont fixés des rails Picatinny latéraux et dorsaux pour le capot. Ceux-ci servent à fixer des accessoires comme les lampes/laser et les organes de visée optique pour la Bundeswehr.
Sa portée est estimée à 1 000 m et la vitesse du projectile à 920 m/s pour une énergie de 1 692 J. Le sélecteur de tir possède les modes de tir suivants : sûreté / automatique. L'alimentation se fait par bande et l'arme peut aussi être approvisionnée grâce au support externe par des boîtes « ammo box » de 200 coups et par des chaussettes de munitions de 150 à 200 coups. La crosse, contrairement à celle du M249 (FN Minimi), se replie sur le côté gauche de l'arme.

## HK MG43
- Calibre : 5,56 × 45 mm OTAN
- masse à vide : 8 150 g /canon : 1 700 g / bipied 800 g
- Longueur : 1030/830
- Longueur du canon : 482 mm
- Capacité : bandes de cartouches (100 à 200 coups)
- Cadence de tir : 890 +/- 65 coups par minute

## Versions
- MG4 : version utilisée par la Bundeswehr avec configuration canon long, viseur optique au lieu de mécanique et chaussette de munitions de 150/200 coups.
- MG4E : version pour l'armée espagnole sans le viseur optique.
- MG4KE : (KURZ) même version que la précédente à ceci près que son canon est plus court (402 mm).